# Geelbruine rietboorder
De geelbruine rietboorder (Archanara dissoluta) is een nachtvlinder uit de familie van de uilen, de Noctuidae.

## Beschrijving
De voorvleugellengte bedraagt tussen de 12 en 15 millimeter. De grondkleur van de voorvleugels is strokleurig, soms enigszins roodbruin. Over de voorvleugel loopt een donkere veeg in de lengterichting. De soort is zeer moeilijk te onderscheiden van andere soorten Archanara, zoals de witkraagrietboorder.

## Waardplanten
De geelbruine rietboorder gebruikt riet als waardplant. De rups is te vinden van april tot juli. De soort overwintert als ei.

## Voorkomen
De soort komt verspreid over delen van Europa voor, en daarnaast van Turkije tot in Iran.

### In Nederland en België
De geelbruine rietboorder is in Nederland en België een zeldzame soort. De vlinder kent één generatie die vliegt van halverwege juni tot in september.